# Mannheim Tornados

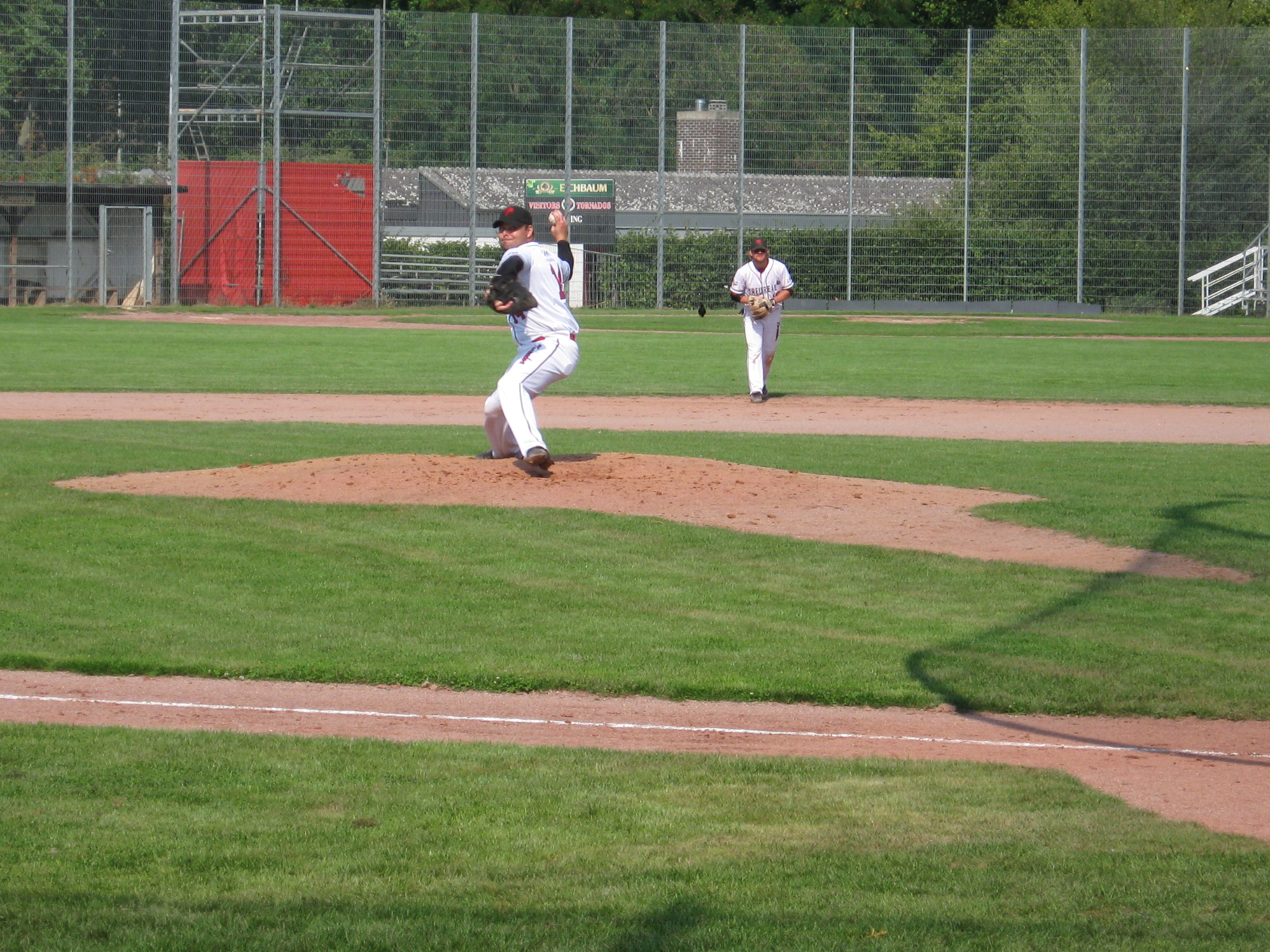
Spielszene Halbfinale 2008

Die Mannheim Tornados sind ein Baseball-Verein Deutschlands. Seit dem Jahre 1975 gibt es den ältesten Baseballverein Deutschlands in Mannheim und er brachte es seitdem zu elf deutschen Meistertiteln im Baseball (deutscher Rekord), zwölf deutschen Meistertiteln im Softball (deutscher Rekord) und diversen Pokalerfolgen und Titeln in allen Nachwuchsklassen.
2023 stiegen die Tornados nach 40 Jahren aus der Baseball-Bundesliga ab.

## Teams
Der Verein besteht aus folgenden Mannschaften:
- 2. Bundesliga Herren
- Bezirksliga Herren (Spielgemeinschaft mit Ladenburg Romans)
- Verbandsliga Damen
- Junioren (16–18 Jahre)
- Juniorinnen (17–19 Jahre)
- Jugend Baseball (13–15 Jahre)
- Jugend Softball (13–16 Jahre)
- Schüler (9–12 Jahre)
- T-Ball (4–8 Jahre)
- 2 Freizeitmannschaften (Slow Pitch)
- Mixed Team Liga Softball Fastpitch

## Erfolge
| Deutscher Meister Baseball: | 1982, 1984, 1985, 1986, 1987, 1988, 1989, 1991, 1993, 1994, 1997 |

| Deutscher Pokalsieger Herren: | 1994, 1995 |

| Deutscher Meister Junioren: | 1982, 1985, 1986, 1998, 2011, 2012 |

| Deutscher Meister Jugend: | 1977, 1978, 1979, 1980, 1981, 1984, 1985, 1986, 2008 |

| Deutscher Meister Schüler: | 1977, 1978, 1979, 1980, 1982, 2006, 2007 |

| Deutscher Meister Softball: | 1996, 1997, 1998, 1999, 2000, 2003, 2006, 2007, 2009, 2011, 2016, 2017 |

| Deutscher Pokalsieger Softball: | 1995, 1996, 1997, 1998, 1999, 2000, 2001, 2005 |

| Sieger Deutschlandpokal Softball: | 2015 |

| Europapokalsieger der Pokalsieger (B-Pool) Softball: | 2003, 2006 |

| Deutscher Meister Softball Juniorinnen: | 2013 |